# 감성코퍼레이션
감성코퍼레이션(Gamsung Corporation Co. Ltd.)는 대한민국의 아웃도어 기업이다. 본사는 서울특별시 서초구 방배로 162 서울시 서초구 방배로 162, 4층(예광빌딩)에 위치해 있으며 대표이사는 김호선이다.

## 참고문헌
1. ↑  리포트 브리핑 감성코퍼레이션, '언제나 좋은 일들만 가득하기를 바라면 돼' Not Rated - 한국투자증권, 뉴스핌, 2024-02-29
2. ↑  이수빈, 감성코퍼레이션, 내년 매출 3000억 육박 전망, 딜사이트, 2023.12.27